# Música profana
La música profana  (también llamada seglar o mundana) es la música concebida para ser interpretada fuera de los contextos litúrgicos y religiosos. Es por lo tanto una categoría musical, en el sentido de que su concepto depende de todo lo que no pertenece la música sacra. Esto hace que una extensa variedad de géneros musicales formen parte de la música profana: todas las músicas folclóricas, las marchas militares, las suites, la música de cámara, las sinfonías, los villancicos y muchos otros géneros de música, como las músicas destinadas a la danza (ballet, tango, pasacalle, fandango, zarabanda, chacona) o al espectáculo (ópera, zarzuela, opéra-comique, singspiel, opereta, comedia musical, música de escena) son ejemplos.

## Historia
La división entre «música sacra» y «música secular» (o «seglar», también llamada «música profana») se remonta a la Alta Edad Media. El término «secular» significa «que vive en el siglo», en el sentido de ser propio a lo cotidiano, al orden cosmológico y terrenal de las cosas, mientras que el término «sacro» se refiere a todo lo que es sagrado y destinado a ser eterno, sin ataduras temporales con el mundo terrenal. El mismo sentido se aplica a los conceptos de clero secular y clero regular. El clero secular, por ejemplo, es el del sacerdocio, destinado a ejercer un ministerio entre los laicos, quienes viven «en el siglo», es decir en su época, en su contexto terrenal etc. El clero regular es el que vive lo más apartado posible del mundo y siguiendo una regla de ascetismo que le permita alcanzar lo divino, lo eterno, es decir lo contrario a lo secular.
En este contexto, cuando se nombra  la música profana del medievo, o música profana medieval, se habla de una categoría de música que se demarcó como tal para distinguirse de la música religiosa, y esto sucedió a finales del siglo IX, después de la aparición del canto gregoriano y casi al mismo tiempo que la polifonía. La música profana medieval surgió para divertir a las masas populares mediante la narración cantada de romances, historias de amor, etc. Con este tipo de música surgen los famosos juglares, cantantes que se desplazaban de pueblo en pueblo y de ciudad en ciudad.

## Instrumentos
En la Edad Media encontramos gran cantidad de instrumentos, algunos provendrán de la Antigüedad y otros vendrán de Oriente, introducidos a raíz de las Cruzadas. Vamos a citar algunos de los más importantes.

### Cordófonos
- Laúd: instrumento de cuerda con clavijero hacia atrás y caja de resonancia en forma abombada. Se tocaba con los dedos. Es de origen árabe.

- Vihuela de arco o fídula: instrumento de arco. Será el prototipo del violín moderno.
- Organistrum o zanfona: es un instrumento de tres cuerdas que se toca girando una manivela.
- Arpa:  de forma triangular y pequeño tamaño. Se toca con las dos manos, una pulsa las cuerdas y la otra acorta su longitud.
- Salterio
- Rabel

### Viento
- Platerspiel es una gaita medieval, con forma de cuerno. Está hecho de madera y tiene seis agujeros.
- Chirimía: especie de oboe pero de mayores dimensiones, muy usado en los desfiles y actos relevantes.
- Cornamusa: parecida a las gaitas actuales.
- Añafil
- Órgano portativo
- Flauta
- Corneta

### Percusión
- Címbalos: compuesto por un arco de madera y una o cuatro membranas tensas. Se percutía con la mano.
- Tejoletas: rudimentarias castañuelas hechas con trozos de teja que se entrechocan.
- Darbuka: tambor con forma de copa y una membrana tensa en la parte superior. Normalmente está hecho de cerámica y se golpea con las manos.
- Carrillón: órgano idiófono que consiste en un juego de campanas dispuestas en escala musical que se golpean con un martillo.